# Un nuage passa
Pour plus de détails, voir Fiche technique et Distribution.
Un nuage passa (titre original : The Glimpses of the Moon) est un film muet américain perdu, réalisé par Allan Dwan et sorti en 1923

## Fiche technique
- Titre original : The Glimpses of the Moon
- Réalisation : Allan Dwan
- Scénario : Edfrid A. Bingham, E. Lloyd Sheldon, d'après un roman d'Edith Wharton
- Chef opérateur : Harold Rosson
- Production : Famous Players-Lasky Corporation
- Distribution : Paramount Pictures
- Genre : Film dramatique
- Durée : 70 minutes
- Date de sortie :
  - États-Unis : 25 mars 1923

## Distribution
- Bebe Daniels : Susan Branch
- David Powell : Nick Lansing
- Nita Naldi : Ursula Gillow
- Maurice Costello : Fred Gillow
- Rubye De Remer : Mrs Ellie Vanderlyn
- Billy Quirk : Bob Fulmer
- Pearl Sindelar : Grace Fulmer
- Dolores Costello
- Barton Adams
- Beth Allen
- Beatrice Coburn
- Charles K. Gerrard : 'Streffy'
- Fred Hadley
- Robert Lee Keeling
- Millie Muller
- Mrs. George Peggram
- Freddie Verdi